# Radnice
Radnice település Csehországban, Rokycanyi járásban. Radnice Skomelno, Němčovice, Kamenec, Břasy, Chomle, Přívětice, Hlohovice és Újezd u Svatého Kříže településekkel határos. Lakosainak száma 1857 fő (2024. január 1.).

## Földrajza
Radnice Plzeňtől mintegy 19 km-re északkeletre, a Plasy-fennsíkon fekszik. Legmagasabb pontja a Rovnička-hegy 502 m tengerszint feletti magasságban. A városon keresztül folyik a Radnický-patak. A Městský tó a beépített területen belül található.

## Története
Radnice első írásos említése 1336-ból származik, amikor János cseh király eladta a várost a Rosenberg családnak. Radnice 1478-ban a Sternberg család tulajdonába került. 1541-től 1620-ig a Czernin család birtokában volt. 1570-ben Radnice-t II. Maximilián császár várossá léptette elő.
A fehérhegyi csata után a Czernin család birtokait elkobozták, ezután Radnice többször is gazdát cserélt. A harmincéves háború alatt a várost többször kifosztották. 1758-tól az uradalom eltörléséig Radnice ismét a Rosenbergek tulajdona lett.
A 19. században Radnice környékén szénbányászat alakult ki, ami fellendítette az ipari fejlődést. 1893-ban megépült a vasútvonal. A radnicei szénmedence 1986-ban kimerült.

## Nevezetességek
- Szent Vencel-templom városközpont fő nevezetessége. Eredetileg egy középkori templom volt, amelyet először 1385-ben említenek. Teljesen átépítették barokk stílusban 1720 körül, valószínűleg Jakub Auguston tervei alapján.

- Szűz Mária látogatásának kápolnája - a város feletti dombon található, a kápolnát Kilian Ignaz Dientzenhofer tervezte. Barokk stílusban épült 1735 körül. A kápolnához vezető utat keresztúti stációk szegélyezik.

- Zsinagóga - Az egykori zsinagóga egy jól megőrzött késő barokk épület a 18. század végéről.

## Itt születtek, itt éltek
- Isaac Mayer Wise (1819-1900), amerikai reformrabbi; 1843-1846-ban itt dolgozott.
- Joseph Lewi (1820-1897), amerikai orvos.
- Václav Kotva (1922-2004), színész.

- "A települések lakossága - 2023. január 1.". Cseh Statisztikai Hivatal. 2023-05-23.
- "Historie" (cseh nyelven). Město Radnice. Letöltve 2022-09-27.
- "Historický lexikon obcí České republiky 1869-2011 - Okres Rokycany" (csehül). Cseh Statisztikai Hivatal. 2015-12-21. pp. 5-6.
- "Népszámlálás 2021: Népesség nemek szerint". Nyilvános adatbázis. Cseh Statisztikai Hivatal. 2021-03-27.
- "Detail stanice Radnice" (cseh nyelven). České dráhy. Letöltve 2023-08-15.
- . "Kostel sv. Václava" (csehül). Nemzeti Örökség Intézet. Retrieved 2023-08-15.
- "Kaple na Kalvárii s křížovou cestou" (csehül). Nemzeti Örökség Intézet. Retrieved 2023-08-15.
- "Synagoga" (csehül). Nemzeti Örökség Intézet. Retrieved 2023-08-15.
- "Židovský hřbitov" (csehül). Nemzeti Örökség Intézet. Retrieved 2023-08-15.
- "Muzeum Josefa Hyláka" (csehül). Josef Hylák Múzeum. Retrieved 2023-08-15

## Népesség

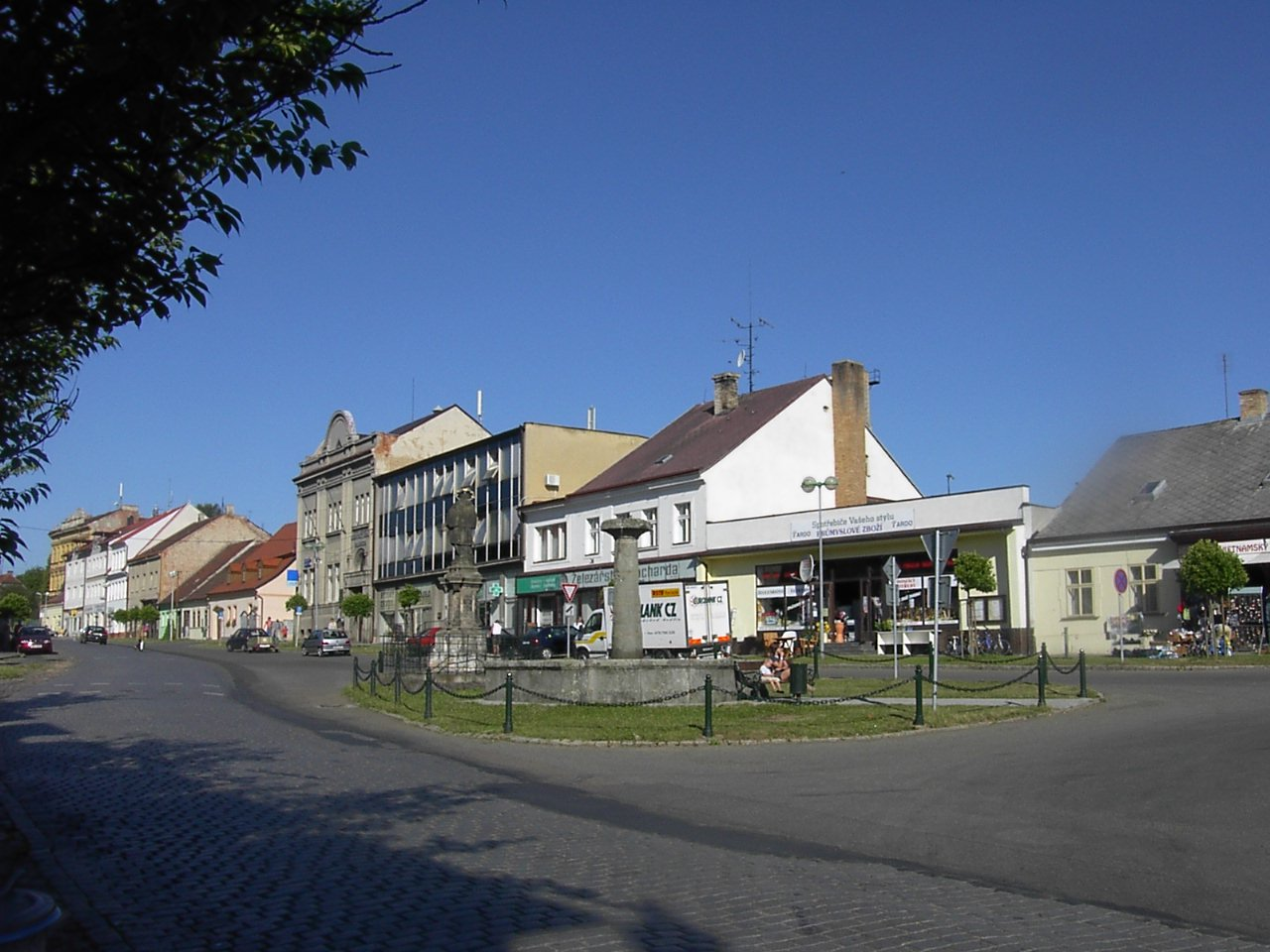
Radnice, városrészlet

A település lakosságának változását az alábbi diagram mutatja:
| Lakosok száma | 3034 | 2739 | 2513 | 2220 | 1864 | 1733 | 1767 | 1832 | 1748 | 1857 |
|               | 1869 | 1900 | 1921 | 1961 | 1980 | 2011 | 2016 | 2019 | 2021 | 2024 |